# أويشينبو
اويشينبو (باليابانية: 美味しんぼ) مانغا يايانية من تأليف تيتسو كاريا ورسم اكيرا هاناساكي. اسم المانغا هو لفظ منحوت من كلمة لذيذ اليابانية اويشي وكلمة شخص يحب الأكل كويشينبو. نشرت عام 1983 في مجلة بيغ كوميك سبيرايتس. جمعت المانغا في 111 مجلد تانكوبون وتعتبر من أطول سلاسل المانغا في اليابان، وباعت أكثر من 135 مليون نسخة. في عام 1986 حصلت على جائزة شوغاكوكان للمانغا للفئة العامة/سينن. وفي عام 1988 اقتبست إلى مسلسل أنمي تلفزيوني من 136 حلقة. واقتبس كمسلسل دراما ياباني عام 1996.